# Californische muggenvanger
De Californische muggenvanger (Polioptila californica) is een zangvogel uit de familie Polioptilidae (muggenvangers).

## Verspreiding en leefgebied
Deze soort telt 3 ondersoorten:
- P. c. californica: de zuidwestelijke Verenigde Staten.
- P. c. atwoodi: noordelijk Baja California (noordwestelijk Mexico).
- P. c. margaritae: zuidelijk Baja California.